# Kapliljesläktet
Kapliljesläktet (Tritonia) är ett släkte i familjen irisväxter med 30 arter från Sydafrika. Några odlas ibland som kallhusväxter.
Kapliljesläktets arter är en fleråriga örter med underjordiska knölar. Knölarna är täckta med pappersaktiga eller fibrösa lökskal. De flesta bladen är basala och de sitter i två motsatta rader, de är linjära med en falsk mittnerv. Blomställningen är ett ogrenat ax med högblad som täcker de undersittande fruktämnena. Hyllet är sammanväxt vid basen och bildar en blompip, hyllets flikar är sex och vanligen likstora. Ståndarna är tre, fria och fästade på insidan av blompipen. Pistillen är ensam med en treflikigt märke. Frukten är en torr kapsel med många frön.